# Подиваньково
Подива́ньково (ранее Подыва́ньково, Подъива́ньково, Подъ-Ива́ньково, Под-Ива́ньково) — деревня в Щёкинском районе Тульской области России.
В рамках административно-территориального устройства относится к Шевелёвской сельской администрации Щёкинского района, в рамках организации местного самоуправления включается в сельское поселение Ломинцевское.

## География
Расположена на восточной границе города Щёкино, в 3 км к востоку от железнодорожной станции Щёкино.

## История
Исторически была расположена при колодцах по левую сторону Муравского тракта, который шел параллельно Тульскому шоссе.
Существует как минимум с XIX века. Ранее входила в Крапивенский уезд Тульской губернии. Жители относились к Никольской церкви погоста Кочаки.

## Население
| 2002 | 2010 |
| ---- | ---- |
| 187  | ↗188 |

47 человек (20 мужчин, 27 женщин), 5 дворов (1859); 

188 человек (2010)